# Polietnicidad
La polietnicidad o multietnicidad se refiere a la proximidad de personas de diversos antecedentes étnicos en el interior de un país u otra región geográfica específica. También se aplica a la habilidad y voluntad de los individuos para identificarse a sí mismos con múltiples grupos étnicos. Ocurre cuando varias etnias cohabitan en un área determinada, específicamente, por medio de la inmigración, matrimonios mixtos, comercio, conquista y división de territorios tras las guerras. William Hardy McNeill declaró en su serie de conferencias sobre la polietnicidad que se trata de la norma social de las culturas compuestas de muchos grupos étnicos. Esto ha tenido muchas repercusiones políticas y sociales en diversos países y regiones.
Muchos países, si no todos, tienen alguna tasa de polietnicidad. Así, por ejemplo, Estados Unidos y Canadá cuentan con grandes niveles de polietnicidad; mientras que otros como Japón y Polonia, tienen bajos niveles (y, más específicamente, un sentido de homogeneidad). La cantidad de polietnicidad prevalente en la sociedad actual ha provocado que surjan algunos argumentos en contra de ella, entre los cuales se incluye la creencia de que tiene como resultado el debilitamiento de las fortalezas de cada sociedad o que las cuestiones políticas y étnicas en países con poblaciones poliétnicas son mejor manejadas con diferentes leyes para ciertas etnias.

## Historia del concepto
En 1985, el profesor William H. McNeill, un historiador canadiense conocido por su experiencia sobre el tema de la polietnicidad, dio una serie de tres conferencias sobre polietnicidad en las culturas antiguas y modernas en la Universidad de Toronto. La tesis principal en estas conferencias consistió en que ha sido la norma cultural de las sociedades compuestas de diferentes grupos étnicos. McNeill sostiene que la idea de una sociedad homogénea puede haberse desarrollado entre 1750 y 1920 en Europa Occidental, debido a la creencia en una base única nacionalista para la organización política de la sociedad. McNeill afirma que la Primera Guerra Mundial fue el punto de inflexión, cuando el anhelo por contar con naciones homogéneas empezó a debilitarse.

## Impacto en la política
La polietnicidad divide naciones y complica las políticas de los gobiernos locales y nacionales, al intentar satisfacer a todos los grupos étnicos. Muchos políticos en países poliétnicos intentan encontrar el balance entre las identidades étnicas de su país y la identidad de la nación como un todo. El nacionalismo también desempeña un rol importante en estos debates políticos, dado que el pluralismo cultural y el consociativismo son alternativas democráticas al nacionalismo para el caso de un Estado poliétnico. La idea de que el nacionalismo es social, en lugar de étnico, supone la existencia de una variedad de culturas, un sentido compartido de identidad y una comunidad no basada en la ascendencia. Los Estados culturalmente plurales varían constitucionalmente entre un Estado descentralizado y unitario (como Gran Bretaña) y un Estado federal (como Bélgica, Suiza o Canadá). Los grupos étnicos en estas regiones poliétnicas no se oponen al Estado, sino que buscan conseguir el máximo poder dentro del mismo. Muchos países poliétnicos se enfrentan a este dilema al tomar decisiones sobre sus políticas a seguir. Los siguientes países y regiones son unos cuantos ejemplos específicos de este dilema y de sus efectos:

### Estados Unidos
| Idiomas en Estados Unidos (2006) | Idiomas en Estados Unidos (2006) |
| -------------------------------- | -------------------------------- |
| Inglés (solamente)               | 224,2 millones                   |
| Español, incl. criollo           | 34 millones                      |
| Chino                            | 2,5 millones                     |
| Francés, incl. creole            | 2 millones                       |
| Tagalo                           | 1,4 millones                     |
| Vietnamita                       | 1,2 millones                     |
| Alemán                           | 1,1 millones                     |
| Coreano                          | 1,1 millones                     |

Estados Unidos es un país fundado por diferentes etnias que se reunieron en un crisol de razas. Allí, el bilingüismo ha sido un tema político controvertido. Muchos inmigrantes provienen de América Latina, son hispanohablantes  y han llegado a conformar una minoría significativa e incluso una mayoría en muchas zonas del Suroeste de Estados Unidos. En Nuevo México, la población hispano-hablante excede el 40 % del total. Han surgido disputas sobre políticas lingüísticas, dado que una parte considerable de la población y, en muchas zonas, la mayoría de la población habla español como lengua nativa. Los debates más importantes se centran en la educación bilingüe para los estudiantes de minorías lingüísticas, la disponibilidad de papeletas y otros materiales de votación en un idioma diferente al inglés y si el inglés es o no el idioma oficial. Estos debates han tenido como resultado un conflicto étnico entre los pluralistas que apoyan el bilingüismo y el acceso lingüístico y los asimilacionistas que se oponen firmemente a ello y lideran un Movimiento de solo inglés. Si bien Estados Unidos no tiene un idioma oficial, el inglés es la lengua nacional de facto.

### Canadá
Canadá ha tenido muchos debates políticos entre francohablantes y anglohablantes, particularmente en la provincia de Quebec. Canadá cuenta como lenguas oficiales tanto al francés como al inglés. La política en Quebec está en gran medida definida por el nacionalismo de los franceses quebequenses que quieren obtener la independencia de Canadá como un todo sobre la base de fronteras étnicas y lingüísticas. El principal partido separatista, el Partido Quebequés, intentó obtener soberanía en dos oportunidades (una en 1980 y nuevamente en 1995) y fracasó por un margen estrecho de 1,2 % en referéndum de 1995. Desde entonces, para mantenerse unida, Canadá concedió a Quebec un estatus particular, por el cual se reconoce que Quebec es una nación al interior de la nación unida de Canadá.

### Bélgica
La división entre los hablantes de neerlandés al norte (Flandes) y los franco-hablantes del sur (Valonia) de Bélgica ha ocasionado que la democracia parlamentaria se polarice por grupos étnicos. Aunque está prescrito un número igual de escaños para la Cámara Belga de Representantes para los flamencos y los valones, todos los partidos políticos belgas se han dividido en dos partes idénticas, pero diferentes lingüística y étnicamente. La crisis política se ha agravado tanto en los últimos años que se teme la partición de Bélgica.

### Etiopía
Etiopía es una nación poliétnica, compuesta por 80 grupos étnicos y 84 lenguas autóctonas. Debido a la diversa población y áreas rurales a lo largo del país, fue casi imposible crear un Estado fuerte centralizado; aunque se tuvo éxito finalmente por medios políticos. Antes de 1974, el nacionalismo solo era discutido al interior de grupos estudiantiles radicales; pero, para fines del siglo XX, el tema llegó al centro del debate político. Etiopía fue forzada a modernizar su sistema político para manejar apropiadamente los debates nacionalistas. El régimen militar Derg tomó el control del país con una ideología marxista-leninista, que urgía a la autodeterminación y rechazaba los compromisos sobre cualquier tema de nacionalidad. En los años 1980, Etiopía sufrió una serie de hambrunas y perdió la ayuda de la Unión Soviética una vez que desapareció; esta situación llevó al colapso del régimen Derg y a la disolución de la República Democrática Popular de Etiopía. Finalmente, Etiopía restableció y adoptó un sistema político moderno que imitó a una república parlamentaria federal; sin embargo, no fue posible crear un gobierno central que mantuviera todo el poder, por lo que el gobierno fue derribado.
 En la actualidad, el gobierno federal central preside a los Estados regionales étnicos, aunque cada uno de estos Estados étnicos tiene el derecho de establecer su propio gobierno y democracia.

### Sureste Asiático

Países del Sureste Asiático, octubre de 2009.

En el Sureste Asiático, el área continental (Birmania, Tailandia, Laos, Camboya y Vietnam) generalmente practica la escuela Theravāda del budismo. La mayor parte del área insular del Sureste Asiático (en especial, Malasia, Brunéi e Indonesia) practica el Islam Suní. El resto de la región insular (Filipinas y Timor Oriental) profesan mayormente la religión católica, mientras que Singapur practica en su mayor parte el budismo Mahāyāna. Desde fines del siglo XIX e inicios del siglo XX, ha tenido lugar una significativa migración laboral de larga distancia, la cual ha generado varios tipos de diversidad étnica. Las relaciones entre las poblaciones indígenas de la región aumentaron por variaciones regionales de grupos culturales y lingüísticos. Durante este tiempo, minorías inmigrantes, especialmente los chinos, también se desarrollaron. Si bien se han presentado diferencias políticas extremas para cada minoría y religión, ello no ha impedido que existan miembros legítimos de las comunidades políticas; además, a lo largo de la historia del Sureste Asiático, ha existido una cantidad significativa de unidad, a diferencia de la situación en las regiones cercanas en Asia del Este y en Asia del Sur.

### Yugoslavia
| Población según grupo étnico (en %) | Población según grupo étnico (en %) | Población según grupo étnico (en %) | Población según grupo étnico (en %) | Población según grupo étnico (en %) |
| Año                                 | 1921                                | 1953                                | 1981                                | 1991                                |
| ----------------------------------- | ----------------------------------- | ----------------------------------- | ----------------------------------- | ----------------------------------- |
| Población                           | ca. 12.545.000                      | 16.396.573                          | 22.424.411                          | 23.528.230                          |
| Serbios                             | -                                   | 41,72                               | 36,30                               | 36,24                               |
| Croatas                             | -                                   | 23,47                               | 19,75                               | 19,80                               |
| Musulmanes eslavos                  | -                                   | 5,90                                | 8,92                                | -                                   |
| Eslovenos                           | 8,13                                | 8,78                                | 7,82                                | -                                   |
| Albaneses                           | 3,50                                | 4,45                                | 7,72                                | -                                   |
| Macedonios                          | -                                   | 5,27                                | 5,97                                | -                                   |
| Yugoslavos                          | *                                   | *                                   | 5,44                                | -                                   |
| Montenegrinos                       | -                                   | 2,75                                | 2,58                                | -                                   |
| Magiares                            | 3,73                                | 2,97                                | 1,90                                | -                                   |
| Gitanos                             | -                                   | -                                   | 0,66                                | -                                   |
| Turcos                              | 1,20                                | 1,53                                | 0,45                                | -                                   |
| Eslovacos                           | -                                   | 0,50                                | 0,36                                | -                                   |
| Rumanos                             | 1,83                                | 0,36                                | 0,25                                | -                                   |
| Búlgaros                            | -                                   | 0,36                                | 0,16                                | -                                   |
| Valacos                             | -                                   | -                                   | 0,14                                | -                                   |
| Rutenios                            | 0,20                                | 0,22                                | 0,10                                | -                                   |
| Checos                              | -                                   | 0,20                                | 0,07                                | -                                   |
| Italianos                           | 0,09                                | 0,21                                | 0,07                                | -                                   |
| Alemanes                            | 4,22                                | 0,36                                | -                                   | -                                   |

Yugoslavia contaba con una población muy diversa, no solo en términos de afiliaciones nacionales, sino también religiosas. El islam, catolicismo, judaísmo y protestantismo, así como varias corrientes de cristianismo oriental, estuvieron presentes en Yugoslavia. La demografía religiosa cambió dramáticamente después de la Segunda Guerra Mundial. Un censo de 1921 y otro de 1948 muestra que el 99 % de la población aparece como profundamente involucrada en la práctica de su religión. Las diferentes religiones y nacionalidades suponían una serie amenaza para las políticas de unidad nacional y estructura del Estado de la República Federal Socialista de Yugoslavia. Tras el ascenso del comunismo, una encuesta realizada en 1964 mostró que solo un 70 % de la población yugoslava se consideraba a sí misma como creyente.
En la década de 1970, la población estaba distribuida por religiones de la siguiente manera: serbios y macedonios ortodoxos, 41,5 %; católicos, 31,8 %; ateos, 12,3 %; musulmanes, 12,3 %; protestantes, 1 %; y judíos, 0,03 %. Estas diferencias religiosas y el ascenso del nacionalismo contribuyeron al colapso de Yugoslavia en 1991 Asimismo, tras la muerte de Josip Broz Tito el 4 de mayo de 1980, la tensión étnica aumentó en Yugoslavia. La muerte de Tito eliminó lo que muchos yugoslavos y observadores occidentales vieron como la fuerza unificadora del país.

### España en elsigloXIX
Entre 1808 a 1814 tuvo lugar la Guerra de la Independencia Española en una España multicultural. En esa época, España estaba bajo el control de José I Bonaparte, quien era hermano de Napoleón Bonaparte. Debido a que el país se encontraba bajo control francés, los españoles formaron coaliciones de grupos étnicos que reclamaron su propia representación política, en lugar del sistema político francés en el poder.

## Impacto social

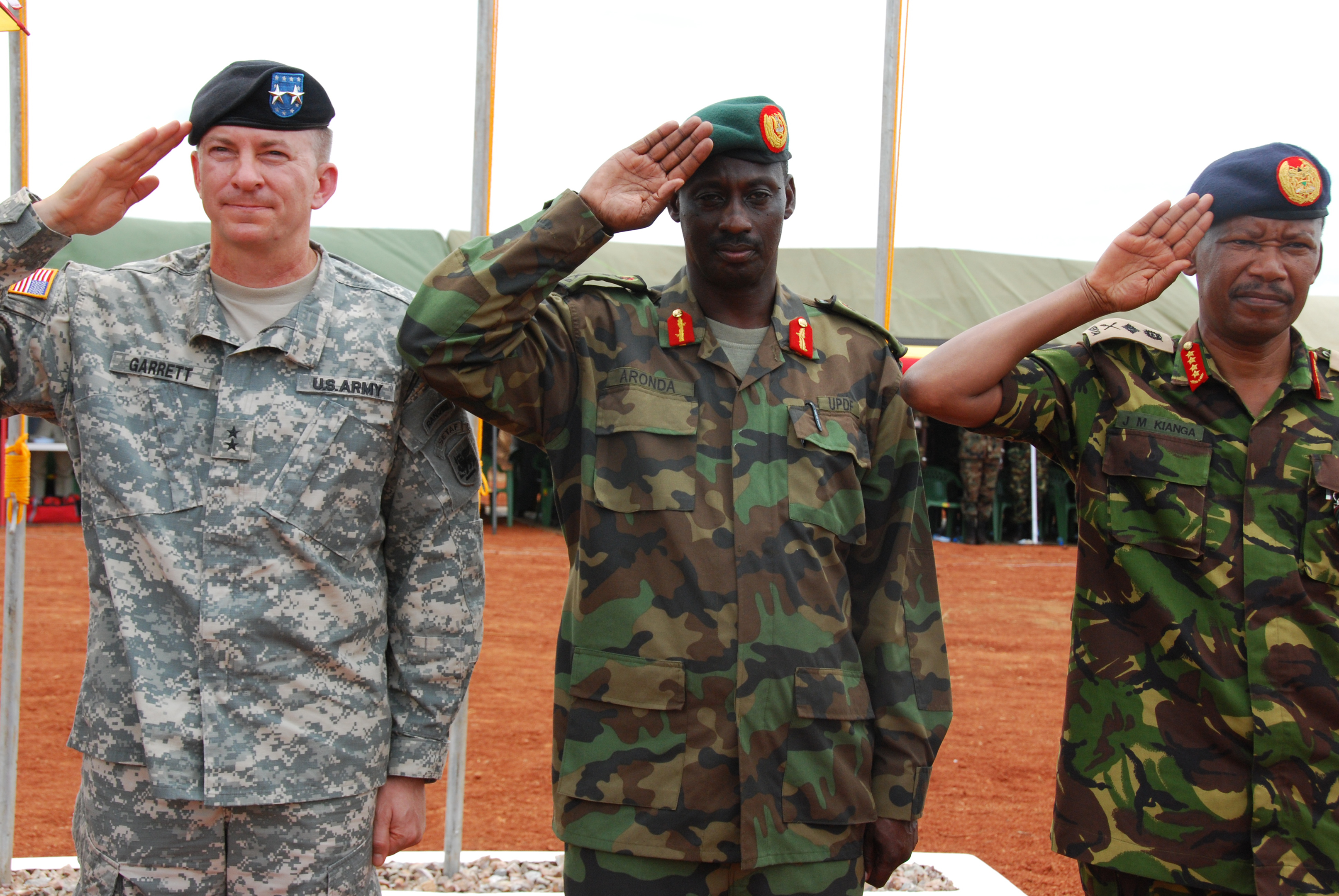
U.S. Army África.

Con el tiempo, la polietnicidad puede cambiar la forma en que las sociedades practican sus normas culturales.

### Matrimonio
Un incremento en los matrimonios mixtos en Estados Unidos ha llevado a la propagación de las separaciones étnicas. Las leyes antimestizaje (leyes que prohibían los matrimonios interraciales) fueron abolidas en Estados Unidos en 1967 y se estima que un quinto de la población estadounidense será parte de la población poliétnica para 2050. En 2000, los estadounidenses que se identificaban a sí mismos como multirraciales sumaron 6,8 millones o 2,4 % de la población total.

Si bien el número de matrimonios interétnicos está en ascenso, existen ciertos grupos étnicos que se han mostrado más propensos a convertirse en poliétnicos y reconocerse a sí mismos con más de un antecedente étnico. Bhavani Arabandi sostiene en su artículo sobre polietnicidad que:
Los asiáticos y latinos tienen una tasa mayor de matrimonios interétnicos que los afroamericanos y es más probable que se registren como poliétnicos que los afroamericanos quienes, a menudo, señalan una única etnicidad e identidad racial. Esto se debe, los autores [Lee, J & Bean, F.D] argumentan, a que los afroamericanos tienen un "legado de esclavitud", una historia de discriminación y han sido victimizados por la "regla de uno cuenta" (cuando tienen algo de sangre negra automáticamente son etiquetados como negros) en los Estados Unidos.

### Militares
En la actualidad, las Fuerzas Armadas están compuestas cada vez más por personas de diferentes bagajes étnicos. Son considerados como poliétnicas debido a las diferencias de raza, etnicidad, idioma o antecedentes. Si bien existen muchos ejemplos de Fuerzas Armadas poliétnicas, los ejemplos más destacados se dan entre las mayores Fuerzas Armadas del mundo, como las de los Estados Unidos, Rusia y China. Las Fuerzas Armadas poliétnicas no son un fenómeno nuevo, ya que han existido desde el Imperio romano, los imperios del Medio Oriente e incluso los Kans mongoles. Las Fuerzas Armadas de los Estados Unidos fueron una de las primeras en el mundo moderno que iniciaron la integración étnica, bajo las órdenes del presidente Harry S. Truman en 1945.

## Críticas

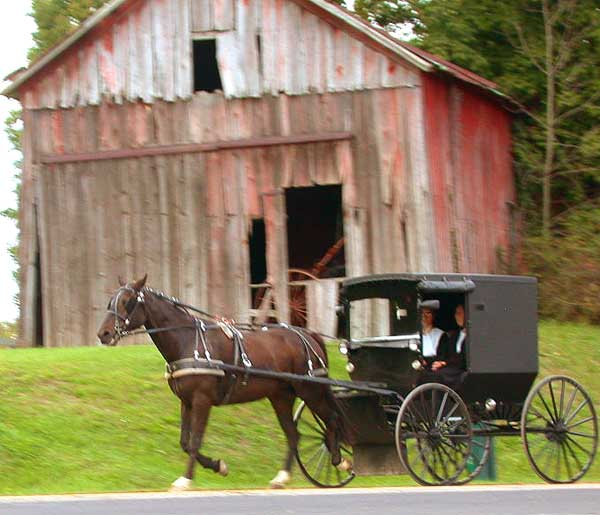
Pareja amish en un coche tirado por caballos en la zona rural del Condado de Holmes, en Ohio, lugar de una de las mayores concentraciones de amish en los Estados Unidos.

También existen argumentos en contra de la polietnicidad, así como contra la asimilación de etnias en regiones poliétnicas. Los supremacistas blancos, tales como Wilmot Robertson o Dennis L. Thomson, argumentan a favor de algún nivel de separatismo.
En The Ethnostate, Robertson declara que la polietnicidad es un ideal que solo perjudica a cada cultura. Cree que, al interior de una cultura poliétnica, la nación o región como un todo es menos capaz de alcanzar alguna culminación cultural que cada etnia individual por separado. En esencia, la polietnicidad promovería la dilución de la etnicidad y, por tanto, estorbaría a cada etnia en todos los aspectos culturales.
En The Political Demands of Isolated Indian Bands in British Columbia, Thomson destaca los beneficios en cierto nivel (aunque pequeño) de las políticas separatistas. Argumenta a favor de los beneficios de permitir la existencia de grupos étnicos, como los amish y los huteritas en Estados Unidos y Canadá o los lapones en Noruega, que viven en los márgenes de la gobernabilidad. Estos son grupos étnicos que buscan retener su identidad y, por tanto, prefieren políticas separatistas para sí mismos, ya que no los obligan a ajustarse a las políticas de todas las demás etnias de la nación.